# Azerbeidzjan op het Junior Eurovisiesongfestival 2012
Azerbeidzjan nam deel aan het Junior Eurovisiesongfestival 2012 in Amsterdam, Nederland. Het was het debuut van het land op het Junior Eurovisiesongfestival. ITV was verantwoordelijk voor de Azerbeidzjaanse bijdrage voor de editie van 2012.

## Selectieprocedure
Op 1 september 2012 maakte de Azerbeidzjaanse openbare omroep bekend dat het zou deelnemen aan het Junior Eurovisiesongfestival 2012. Hiermee was Azerbeidzjan een van de drie debuterende landen, naast Albanië en Israël. De nationale finale vond plaats op dinsdag 9 oktober. Ömər & Suada werden door de vakjury uitgekozen als Azerbeidzjaanse act voor het Junior Eurovisiesongfestival. Opvallend: Suada Ələkbərova nam aan de nationale finale deel in een duet met Togrul Karimov, maar de jury vond dat een duet met Ömər Sultanov beter geschikt zou zijn.
Met welk nummer het duo zou deelnemen aan het Junior Eurovisiesongfestival 2012, werd zes dagen later bekendgemaakt. Het nummer was getiteldGirls and boys (dünya sənindir).

## In Amsterdam
Op maandag 15 oktober werd er geloot voor de startvolgorde van het Junior Eurovisiesongfestival 2012. Azerbeidzjan was als derde van twaalf landen aan de beurt, na Zweden en voor België. Aan het einde van de puntentelling stond Azerbeidzjan op de elfde en voorlaatste plaats, met 49 punten.